# 木下延俊
木下 延俊（きのした のぶとし）は、安土桃山時代から江戸時代前期にかけての武将、大名、茶人。豊後国日出藩初代藩主。初名は勝忠とも云う。官位は従五位下右衛門大夫で、通称も右衛門大夫。

## 経歴
天正5年（1577年）、木下家定の三男として尾張国で生まれた。
家定は豊臣秀吉の正室高台院（北政所、おね）の兄で、杉原定利の子。秀吉に召し抱えられて若狭国小浜領主となり、後には備中足守藩主になった。木下姓を称するが、秀吉と血のつながりはない。延俊の母は杉原家次の娘、雲照院（おあこ）で、同母兄弟に木下利房、小早川秀秋がいる。歌人木下長嘯子として知られる勝俊は異母兄で、ほかの兄弟も異母兄弟とする系図がある。
正室は細川藤孝（幽斎）の娘・加賀。
延俊は高台院が最も寵愛した甥であった。父や兄弟らと同じく秀吉に仕え、天正16年（1588年）11月、12歳の時に摂津国駒林（駒ヶ林）で500石の知行を与えられた。長兄2人は若狭国の領主であったため、父が大坂城の留守居に入る場合には、家定が城主を務める姫路城の城代を任されていた。
文禄元年（1592年）、従五位下・右衛門大夫に叙任された。文禄3年（1594年）、伏見城の築城普請を分担し、播磨三木郡で2万石を与えられた。
慶長5年（1600年）、石田三成が挙兵した時、延俊は姫路城にあったが、義兄細川忠興の助言でただちに駿府へ家臣を派遣した。そして二心無き旨を徳川家康に誓って、交通の要である姫路城を献じるなど、当初より東軍に属した。叔父の播磨三木城主杉原長房が田辺城の戦いに参加したことや、兄弟等との混同によってしばしば西軍であったと誤解した資料があるが、これは間違いである。
また、延俊の弟の秀秋は、家臣稲葉正成を介して家康に姫路城に下がって情勢を見極めたい旨を申し出て許されていた。心ならず伏見城の戦いに参加した後も依然として去就を定めきれずにいた秀秋は姫路城に入ろうと思ったが、延俊はこれを嫌い、一旦西軍に加わった秀秋との関係を断つとして、小早川勢の受け入れを拒否したという逸話もある。

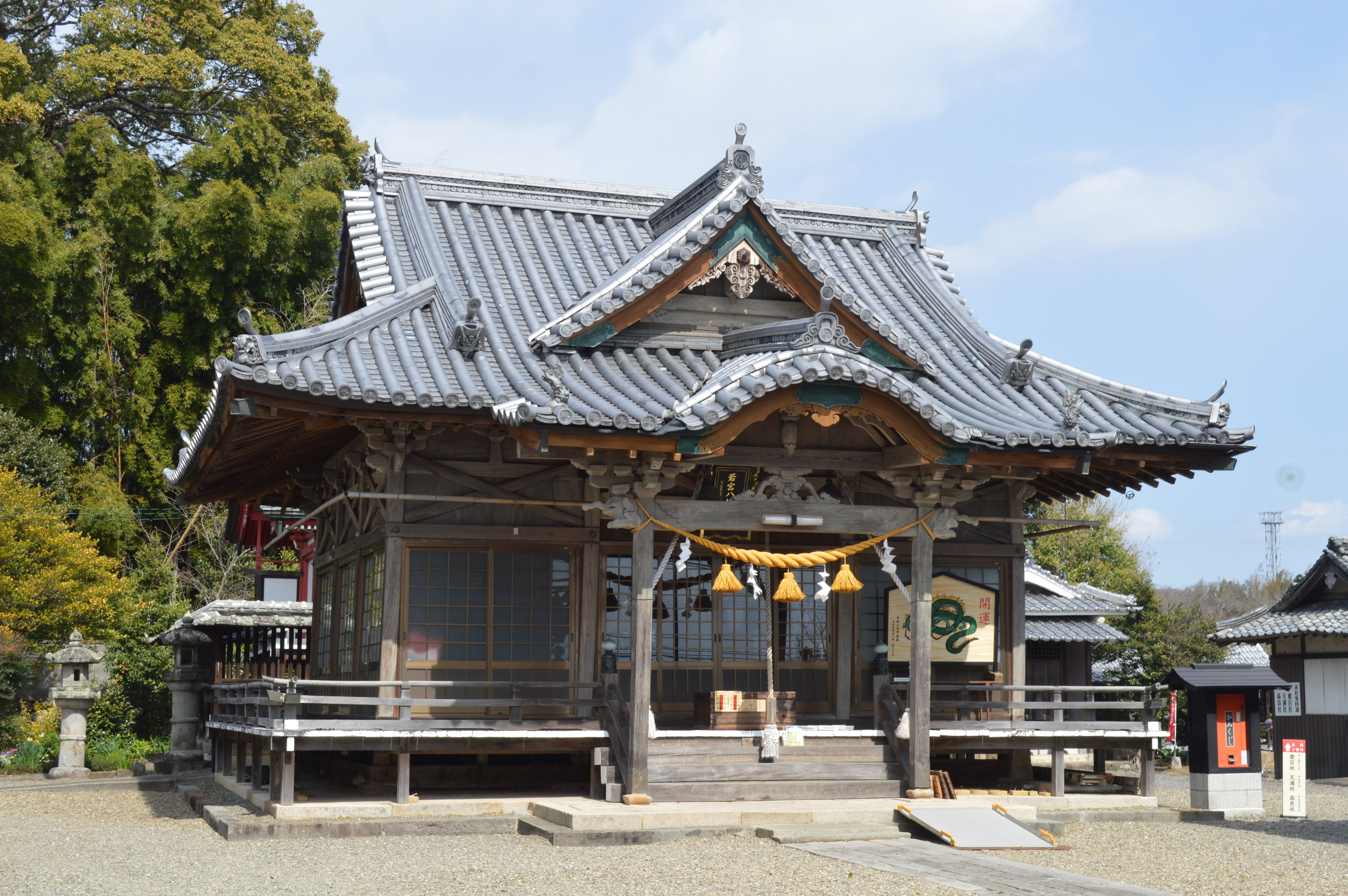
日出若宮八幡神社

関ヶ原の戦いの後の10月18日、延俊は忠興に従って、小野木重勝が幽斎の籠もる田辺城を攻めた報復としてその居城の福知山城を攻撃し、投降させた。これらの功により、慶長6年（1601年）、加増されて豊後速見郡3万石に移封され、翌年ここに日出城を築いて日出藩の初代藩主となった。
日出若宮八幡神社はキリシタンでもある日出代官の毛利重政（兵橘）によって破壊されていたが、慶長7年（1602年）には再び御神体を迎えて復興した。元和6年（1620年）には石灯籠を、寛永2年（1625年）と寛永11年（1634年）には鳥居を寄進した。慶長12年（1607年）に祖母朝日殿と妻の法名に関連する名前の松屋寺を建造し、戦渦で失われた井手八幡宮の再建などを行った。
慶長11年（1606年）、延俊は江戸城普請に参加して虎ノ門の石垣工事を指揮した。同19年（1614年）の工事にも加わり合計3度の江戸城普請に自ら参加した。また、この年の冬の大坂の陣にも徳川方として出陣し、同20年（1615年）の夏の陣にも参陣した。
慶長18年（1613年）6月20日、暑さ負けの病になった時に、高台院から薬を3種と酒、補血強心作用があるとされた鴈を贈られている。服薬と食養生を兼ねた薬餌療法といえる。
延俊は忠興の三男忠利と親しく、忠利の舅・将軍徳川秀忠の覚えも良くて、元和5年（1619年）の将軍上洛に供奉し、同6年（1620年）の大坂城普請で助役に登用され、寛永3年（1626年）の後水尾天皇の京都二条行幸にも参列した。同9年（1632年）、肥後熊本藩主加藤忠広の改易では隣藩稲葉一通と共に八代城に在番し、同14年（1637年）には島原の乱にも出兵した。
寛永19年（1642年）正月、江戸にて死去した。享年66。高輪の泉岳寺に葬られたが、日出の菩提所松屋寺にも分骨された。同寺には4名の殉死者の墓もある。なお、延俊の没後、遺領のうち2万5,000石を三男（嫡男）俊治が継いで2代藩主となり、速見郡立石5,000石は四男延次（延由）に分け与えられた。

## 慶長日記
延俊は通称『慶長日記』と呼ばれる日記を残しており、慶長18年（1613年）の元旦から大晦までの1年間が1日も欠かさず記されたもので（実際の記載は延俊本人ではなく家臣の祐筆）、当時の大名の生活や翌年に迫った大坂の陣に至るまでの歴史的背景を詳しく知ることができる。そこには、江戸で第2代征夷大将軍・徳川秀忠より馬や鷹狩りの獲物を拝領し、そして本多正信ら幕府重臣や古田織部、蜂須賀至鎮らとも面会、また駿府では初代将軍だった大御所・徳川家康に謁見している記述などがある。京都では叔母・高台院より贈り物をもらい、さらに訪れた実家では母・雲照院の食事・入浴の記述もある。ほか、織田有楽およびお忍びで大阪で豊臣秀頼にも御目通りしている記述が見られる。また、この中には新免無二が登場し、延俊に兵法を教えたことも記されている。

## 系譜
- 父：木下家定（1543-1608）
- 母：雲照院（?-1628） - あこ、おあこ、杉原家次の娘
- 正室：加賀[5] - 細川藤孝の娘
  - 長男：長左衛門 - 7歳で夭折[28]
  - 次男：小右衛門[28]（小左衛門[29]） - 14歳で夭折[28]
  - 長女：於岩[28][30]（松平忠重正室）
  - 次女：於豊[28][30]（北野松梅院某室
  - 三女：於栗[28][30]（木下利当正室）
- 継室[6]：雲奥院[30] - 福富内記[8]の娘
  - 三男：木下俊治（1614-1661）
  - 五女：於丈[30] 　？
  - 六男：木下俊重 - 日出藩御書院番、子孫が宗家を継ぐ
- 側室：恵昌院（広田氏）[30]- 賀井の方
  - 四男：木下延次（延由）[10]（1614-1658）
  - 六女：於鶴[30]（吉田快庵元智[31]室）
  - 七女：於勝[30]（堀立庵正英[11]室）
  - 八女：於三久[30] - 夭折
  - 九女：於春[30]（古澤九郎右衛門[12]室）
- 側室：お松殿（平山氏）[30]
  - 五男：木下俊之 - 細川忠興の家臣
- 生母不明の子女
  - 四女：於久[30] - 夭折
  - 七男：千松 - 夭折

## 末裔
『細川家家臣略系譜』によると、熊本藩に仕えた木下嘉納は延俊の末裔とされ、右衛門大夫延俊-三郎左衛門俊之-平馬-三郎左衛門俊親-俊允（木下栄俊の子）-廣之助-平馬-嘉納-勇-渋八-孫一郎-哲太-嘉納と続いたとされる。